# Appendicula
Appendicula es un género que tiene asignada muchas especies de orquídeas, de la tribu Podochileae de la subfamilia (Epidendroideae).  
Están distribuidas en la India, Indonesia, Nueva Guinea, las Filipinas, Nueva Caledonia y las islas del Pacífico, con una especie, A. australiensis  endémica de Australia. 

## Taxonomía
El género fue descrito por Carl Ludwig Blume y publicado en Bijdragen tot de flora van Nederlandsch Indië 7: 297. 1825.
Etimología
Appendicula: nombre genérico que se refiere a los pequeños apéndices en el labelo.

## Lista de especies
1. Appendicula aberrans Schltr., Repert. Spec. Nov. Regni Veg. Beih. 1: 343 (1912)
2. Appendicula adnata J.J.Sm., Bull. Dép. Agric. Indes Néerl. 15: 21 (1908).
3. Appendicula alatocaulis P.O'Byrne & J.J.Verm., Malayan Orchid Rev. 36: 70 (2002)
4. Appendicula alba Blume, Bijdr.: 299 (1825)
5. Appendicula anceps Blume, Bijdr.: 299 (1825)
6. Appendicula angustifolia Blume, Bijdr.: 301 (1825)
7. Appendicula annamensis Guillaumin, Bull. Soc. Bot. France 77: 340 (1930).
8. Appendicula anomala (Schltr.) Schltr., Repert. Spec. Nov. Regni Veg. Beih. 1: 342 (1912)
9. Appendicula babiensis J.J.Sm., Bot. Jahrb. Syst. 48: 102 (1912)
10. Appendicula baliensis J.J.Sm., Bull. Jard. Bot. Buitenzorg, III, 9: 152 (1927)
11. Appendicula bilobulata J.J.Wood, Contr. Univ. Michigan Herb. 21: 315 (1997)
12. Appendicula biumbonata Schltr., Repert. Spec. Nov. Regni Veg. Beih. 1: 346 (1912)
13. Appendicula bracteosa Rchb.f. in B.Seemann, Fl. Vit.: 299 (1868)
14. Appendicula brevimentum J.J.Sm., Bull. Jard. Bot. Buitenzorg, III, 2: 36 (1920)
15. Appendicula buxifolia Blume, Bijdr.: 300 (1825)
16. Appendicula calcarata Ridl., J. Linn. Soc., Bot. 31: 302 (1896)
17. Appendicula calcicola Schltr., Repert. Spec. Nov. Regni Veg. Beih. 1: 354 (1912).
18. Appendicula callifera J.J.Sm., Bull. Dép. Agric. Indes Néerl. 19: 3 (1908)
19. Appendicula carinifera Schltr., Repert. Spec. Nov. Regni Veg. Beih. 1: 343 (1912)
20. Appendicula carnosa Blume, Bijdr.: 300 (1825)
21. Appendicula celebica (Schltr.) Schltr., Repert. Spec. Nov. Regni Veg. Beih. 1: 336 (1912)
22. Appendicula cleistogama Schltr., Repert. Spec. Nov. Regni Veg. Beih. 1: 338 (1912)
23. Appendicula clemensiae (Ames) Ames, Philipp. J. Sci., C 8: 415 (1913 publ. 1914)
24. Appendicula concava Schltr., Repert. Spec. Nov. Regni Veg. Beih. 1: 347 (1912)
25. Appendicula congenera Blume, Bijdr.: 303 (1825)
26. Appendicula congesta Ridl., Trans. Linn. Soc. London, Bot. 4: 239 (1894)
27. Appendicula cornuta Blume, Bijdr.: 302 (1825)
28. Appendicula crispa J.J.Sm., Bull. Jard. Bot. Buitenzorg, III, 11: 127 (1931)
29. Appendicula cristata Blume, Bijdr.: 298 (1825)
30. Appendicula crotalina (Ames) Schltr., Repert. Spec. Nov. Regni Veg. Beih. 1: 336 (1912)
31. Appendicula cuneata Ames, Schedul. Orchid. 6: 44 (1923)
32. Appendicula dajakorum J.J.Sm., Bull. Jard. Bot. Buitenzorg 8: 44 (1926)
33. Appendicula damusensis J.J.Sm., Bull. Jard. Bot. Buitenzorg, II, 8: 44 (1912)
34. Appendicula dendrobioides (Schltr.) Schltr., Repert. Spec. Nov. Regni Veg. Beih. 1: 354 (1912)
35. Appendicula densifolia (Ridl.) Ridl., Fl. Malay Penins. 4: 197 (1924)
36. Appendicula djamuensis Schltr., Repert. Spec. Nov. Regni Veg. Beih. 1: 346 (1912)
37. Appendicula effusa (Schltr.) Schltr., Repert. Spec. Nov. Regni Veg. Beih. 1: 336 (1912)
38. Appendicula elegans Rchb.f., Bonplandia (Hannover) 5: 41 (1857)
39. Appendicula elmeri (Ames) Ames, Philipp. J. Sci., C 8: 416 (1913 publ. 1914)
40. Appendicula fallax Schltr., Repert. Spec. Nov. Regni Veg. Beih. 1: 351 (1912)
41. Appendicula fasciculata J.J.Sm., Repert. Spec. Nov. Regni Veg. 12: 405 (1913)
42. Appendicula fenixii (Ames) Schltr., Repert. Spec. Nov. Regni Veg. Beih. 1: 336 (1912)
43. Appendicula flaccida (Schltr.) Schltr., Repert. Spec. Nov. Regni Veg. Beih. 1: 351 (1912)
44. Appendicula floribunda (Schltr.) Schltr., Repert. Spec. Nov. Regni Veg. Beih. 1: 355 (1912)
45. Appendicula foliosa Ames & C.Schweinf. in O.Ames, Orchidaceae 6: 145 (1920)
46. Appendicula fractiflexa J.J.Wood in J.J.Wood & al., Pl. Mt. Kinabalu 2(Orchids): 89 (1993)
47. Appendicula furfuracea J.J.Sm., Repert. Spec. Nov. Regni Veg. 12: 123 (1913)
48. Appendicula gjellerupii J.J.Sm., Nova Guinea 14: 369 (1929)
49. Appendicula gracilis Aver., Bot. Zhurn. (Moscow & Leningrad) 82(3): 137 (1997).
50. Appendicula grandifolia Schltr., Repert. Spec. Nov. Regni Veg. Beih. 1: 339 (1912).
51. Appendicula hexandra (J.König) J.J.Sm., Bull. Jard. Bot. Buitenzorg, III, 12: 119 (1932)
52. Appendicula humilis Schltr., Repert. Spec. Nov. Regni Veg. Beih. 1: 353 (1912)
53. Appendicula imbricata J.J.Sm., Icon. Bogor. 2: 110B (1903)
54. Appendicula inermis Carr, J. Malayan Branch Roy. Asiat. Soc. 11: 77 (1933)
55. Appendicula infundibuliformis J.J.Sm., Icon. Bogor.: 217 (1906)
56. Appendicula irigensis Ames, Schedul. Orchid. 5: 5 (1923)
57. Appendicula isoglossa Schltr., Repert. Spec. Nov. Regni Veg. Beih. 1: 356 (1912)
58. Appendicula jacobsonii J.J.Sm., Bull. Jard. Bot. Buitenzorg, III, 12: 121 (1932)
59. Appendicula kaniensis Schltr., Repert. Spec. Nov. Regni Veg. Beih. 1: 344 (1912)
60. Appendicula kjellbergii J.J.Sm., Bot. Jahrb. Syst. 65: 483 (1933)
61. Appendicula krauseana Schltr., Repert. Spec. Nov. Regni Veg. 11: 142 (1912)
62. Appendicula lamprophylla Schltr., Repert. Spec. Nov. Regni Veg. Beih. 1: 340 (1912)
63. Appendicula latilabium J.J.Sm., Orch. Ambon: 89 (1905)
64. Appendicula laxifolia J.J.Sm., Bot. Jahrb. Syst. 65: 480 (1933)
65. Appendicula leytensis Ames, Schedul. Orchid. 6: 47 (1923)
66. Appendicula linearifolia Ames & C.Schweinf. in O.Ames, Orchidaceae 6: 147 (1920)
67. Appendicula linearis J.J.Sm., Bot. Jahrb. Syst. 65: 481 (1933)
68. Appendicula longa J.J.Sm., Orch. Java: 531 (1905)
69. Appendicula longibracteata Ridl., J. Fed. Malay States Mus. 8(4): 111 (1917)
70. Appendicula longirostrata Ames & C.Schweinf. in O.Ames, Orchidaceae 6: 149 (1920)
71. Appendicula lucbanensis (Ames) Ames, Philipp. J. Sci., C 8: 415 (1913 publ. 1914)
72. Appendicula lucida Ridl., J. Linn. Soc., Bot. 32: 392 (1896)
73. Appendicula lutea Schltr., Repert. Spec. Nov. Regni Veg. Beih. 1: 350 (1912)
74. Appendicula luzonensis (Ames) Ames, Philipp. J. Sci., C 8: 415 (1913 publ. 1914)
75. Appendicula magnibracteata Ames & C.Schweinf. in O.Ames, Orchidaceae 6: 151 (1920)
76. Appendicula malindangensis (Ames) Schltr., Repert. Spec. Nov. Regni Veg. Beih. 1: 337 (1912)
77. Appendicula maquilingensis Ames, Philipp. J. Sci., C 8: 417 (1913)
78. Appendicula merrillii Ames, Philipp. J. Sci., C 8: 418 (1913 publ. 1914)
79. Appendicula micrantha Lindl., Ann. Mag. Nat. Hist. 15: 386 (1845)
80. Appendicula minutiflora Ames & C.Schweinf. in O.Ames, Orchidaceae 6: 153 (1920)
81. Appendicula negrosiana (Ames) Ames, Philipp. J. Sci., C 8: 416 (1913 publ. 1914)
82. Appendicula neohibernica Schltr., Repert. Spec. Nov. Regni Veg. Beih. 1: 352 (1912)
83. Appendicula nivea (Schltr.) Schltr., Repert. Spec. Nov. Regni Veg. Beih. 1: 343 (1912).
84. Appendicula oblonga Schltr., Repert. Spec. Nov. Regni Veg. Beih. 1: 353 (1912)
85. Appendicula ovalis (Schltr.) J.J.Sm. ex Mansf., Repert. Spec. Nov. Regni Veg. Beih. 74: 3 (1934)
86. Appendicula padangensis Schltr., Notizbl. Bot. Gart. Berlin-Dahlem 8: 19 (1921)
87. Appendicula palustris J.J.Sm., Bull. Dép. Agric. Indes Néerl. 19: 4 (1908)
88. Appendicula pandurata (Schltr.) Schltr., Repert. Spec. Nov. Regni Veg. Beih. 1: 336 (1912)
89. Appendicula patentissima J.J.Sm., Nova Guinea 14: 369 (1929)
90. Appendicula pauciflora Blume, Bijdr.: 300 (1825)
91. Appendicula pendula Blume, Bijdr.: 298 (1825)
92. Appendicula penicillata Blume, Rumphia 4: 46 (1849)
93. Appendicula perplexa (Ames) Ames, Philipp. J. Sci., C 8: 415 (1913 publ. 1914)
94. Appendicula peyeriana Kraenzl., Gard. Chron. 1891(2): 669 (1891)
95. Appendicula pilosa J.J.Sm., Icon. Bogor. 2: 53 (1903)
96. Appendicula podochiloides J.J.Sm., Blumea 5: 702 (1945)
97. Appendicula polita J.J.Sm., Bull. Dép. Agric. Indes Néerl. 22: 41 (1909)
98. Appendicula polyantha Ames, Schedul. Orchid. 5: 6 (1923)
99. Appendicula polyphylla Schltr., Repert. Spec. Nov. Regni Veg. Beih. 1: 345 (1912)
100. Appendicula polystachya (Schltr.) Schltr., Repert. Spec. Nov. Regni Veg. Beih. 1: 356 (1912)
101. Appendicula pseudopendula (Schltr.) Schltr., Repert. Spec. Nov. Regni Veg. Beih. 1: 348 (1912)
102. Appendicula purpurascens Blume, Bijdr.: 302 (1825)
103. Appendicula purpureifolia J.J.Sm., Bull. Jard. Bot. Buitenzorg, III, 8: 43 (1926)
104. Appendicula ramosa Blume, Bijdr.: 299 (1825)
105. Appendicula recondita J.J.Sm., Bull. Jard. Bot. Buitenzorg, III, 11: 128 (1931)
106. Appendicula reflexa Blume, Bijdr.: 301 (1825)
107. Appendicula rostellata J.J.Sm., Icon. Bogor. 4: 13 (1910)
108. Appendicula rostrata J.J.Sm., Nova Guinea 12: 452 (1916)
109. Appendicula rubens (Schltr.) Schltr., Repert. Spec. Nov. Regni Veg. Beih. 1: 336 (1912)
110. ppendicula rupestris Ridl., J. Linn. Soc., Bot. 32: 391 (1896)
111. ppendicula rupicola (Ridl.) Rolfe, J. Linn. Soc., Bot. 42: 159 (1914)
112. ppendicula salicifolia J.J.Sm., Bot. Jahrb. Syst. 65: 482 (1933)
113. ppendicula schlechteri J.J.Sm. ex Ormerod, Oasis 2(3): 8 (2002)
114. ppendicula sepikiana Schltr., Bot. Jahrb. Syst. 58: 90 (1922)
115. Appendicula seranica J.J.Sm., Bull. Jard. Bot. Buitenzorg, III, 10: 139 (1928)
116. Appendicula spathilabris J.J.Sm., Bull. Jard. Bot. Buitenzorg, III, 11: 129 (1931)
117. Appendicula steffensiana (Schltr.) J.J.Sm., Nova Guinea 8: 119 (1909)
118. Appendicula tagalensium Kraenzl., Ann. K. K. Naturhist. Hofmus. 30: 65 (1916)
119. Appendicula tenuifolia J.J.Wood, Kew Bull. 39: 90 (1984)
120. Appendicula tenuispica (Schltr.) Schltr., Repert. Spec. Nov. Regni Veg. Beih. 1: 350 (1912)
121. Appendicula theunissenii J.J.Sm., Bull. Jard. Bot. Buitenzorg, III, 5: 63 (1922)
122. Appendicula torricelliana Schltr., Repert. Spec. Nov. Regni Veg. Beih. 1: 337 (1912)
123. Appendicula torta Blume, Bijdr.: 303 (1825)
124. Appendicula triloba (Schltr.) Schltr., Repert. Spec. Nov. Regni Veg. Beih. 1: 341 (1912)
125. Appendicula uncata Ridl., J. Linn. Soc., Bot. 32: 390 (1896)
126. Appendicula undulata Blume, Bijdr.: 301 (1825)
127. Appendicula vanimoensis Ormerod, Oasis 2(4): 3 (2003)
128. Appendicula verruculifera J.J.Sm., Bull. Jard. Bot. Buitenzorg, III, 8: 56 (1926)
129. Appendicula weberi Ames, Philipp. J. Sci., C 8: 418 (1913 publ. 1914)
130. Appendicula werneri Schltr., Repert. Spec. Nov. Regni Veg. 17: 376 (1921)
131. Appendicula xytriophora Rchb.f. in B.Seemann, Fl. Vit.: 299 (1868)